# Contea di Blackford
La contea di Blackford (in inglese Blackford County) è una contea dello Stato dell'Indiana, negli Stati Uniti. La popolazione al censimento del 2000 era di 14 048 abitanti. Il capoluogo di contea è Hartford City.